# Festival van San Remo 1975
Het Festival van San Remo 1975 was de 25ste editie van de liedjeswedstrijd.

## Finale
- Ragazza del sud (Rosangela Scalabrino) Gilda
- Ipocrisia (Eduardo Alfieri e Pino Giordano) Angela Luce
- Va speranza va (Franco Graniero e Giuliano Taddei) Rosanna Fratello
- Un grande addio (Capotosti-Limiti-Broglia) Valentina Greco
- E poi e poi (Nunzio La Mantia) Laura
- Come Humphrey Bogart (Pallini-Raggi) Franco e le Piccole Donne
- Topolino piccolo (Prencipe-Specchia) Le Nuove Erbe
- Io credo (Turnaturi-Cadam) Nico dei Gabbiani
- Decidi tu per me (Gallo-Ceppani-Montanaro) Eugenio Alberti
- Sei stata tu (Tessandori-Vallerani-Piccoli) Gianni Migliardi
- Il telegramma (Donaggio-Pallavicini) Piero Cotto
- L'incertezza di una vita (Sciannamea-Specchia) Stefania

## Halvefinalisten
- 1975... amore mio (Prencipe-Specchia) Emy Cesaroni
- Adesso basti tu (Meccia-Zambrini) Gabriella Sanna
- Dolce abitudine (Rigo-Montanatro-Ceppani) Daniela
- In amore non si può mentire (Cenci-Capello) Eva 2000
- Innamorarsi (Olivares-Sarti-De Lorenzo) Jean François Michael
- La paura di morire (Ballotta-Calvi-Calabrese) Annagloria
- Lettera (Mellier-Greco-Medini-Scala) Antonella Bellan
- Madonna d’amore (Lorenzo Pilat) Lorenzo Pilat
- Oggi (Tino Cavalli) G Men
- Piccola bambina cara (Specchia-Sciannamea) Kriss and Saratoga
- Quattro stagioni (Pelosi-Caruso) La Quinta Faccia
- Il ragioniere (Buonocore-Celli) Paola Folzini
- Scarafaggi (Goffredo Canarini) Goffredo Canarini
- Se nasco un’altra volta (Donaggio-Testa) Paola Musiani
- Senza impegno (Delfino-Mamele-Motta-Bordoni) Le Volpi Blu
- Sola in due (Michele Francesio e N. Roccabruna) Leila Selli
- Sotto le stelle (Romolo Balzani) Nannarella
- Tango di casa mia (Ely Neri) Ely Neri e la sua Orchestra

1951 · 1952 · 1953 · 1954 · 1955 · 1956 · 1957 · 1958 · 1959 · 1960 · 1961 · 1962 · 1963 · 1964 · 1965 · 1966 · 1967 · 1968 · 1969 · 1970 · 1971 · 1972 · 1973 · 1974 · 1975 · 1976 · 1977 · 1978 · 1979 · 1980 · 1981 · 1982 · 1983 · 1984 · 1985 · 1986 · 1987 · 1988 · 1989 · 1990 · 1991 · 1992 · 1993 · 1994 · 1995 · 1996 · 1997 · 1998 · 1999 · 2000 · 2001 · 2002 · 2003 · 2004 · 2005 · 2006 · 2007 · 2008 · 2009 · 2010 · 2011 · 2012 · 2013 · 2014 · 2015 · 2016 · 2017 · 2018 · 2019 · 2020 · 2021 · 2022 · 2023 · 2024 · 2025